# Нанна (богиня)
Нанна (др.-сканд. Nanna — «мать») — в скандинавской мифологии богиня из клана асов.
Она ассоциируется с радостью, покоем и луной. В зависимости от источника информация о Нанне может различаться.
Дочь Непра, супруга Бальдра, мать Форсети. Жила вместе с мужем Бальдром во дворце Брейдаблик в Асгарде. После того, как Локи обманом заставил слепого Хёда убить Бальдра, «у нее разорвалось сердце и ее положили на погребальный костер к мужу».

## Этимология имени
Этимология имени богини Нанны обсуждается. Некоторые исследователи предполагают, что это имя может происходить от слова nanna, означающего «мать». Ян де Фрис связывает имя Нанна с корнем *nanþ-,  «смелый, дерзновенный».

## Свидетельства

### Младшая Эдда
В Младшей Эдде, написанной в 13 веке Снорри Стурлусоном, Нанна является женой Бальдр. У этой пары рождается сын, бог Форсети. После смерти Бальдра Нанна умирает от горя. Тело Нанны помещают на погребальный корабль Бальдра. Бальдр и Нанна воссоединяются в царстве Хель.

### Старшая Эдда
Нанна часто упоминается в поэзии скальдов. В Старшей Эдде Нанна упоминается один раз.

### Деяния данов
В «Деяниях данов» Саксона Грамматика Нанна описана как женщина, за которую боролись человек Хёд и сын Одина Бальдр.

## В искусстве
- Нанна — персонаж в детской синтез-опере Льва Конова "Асгард".

## Галерея

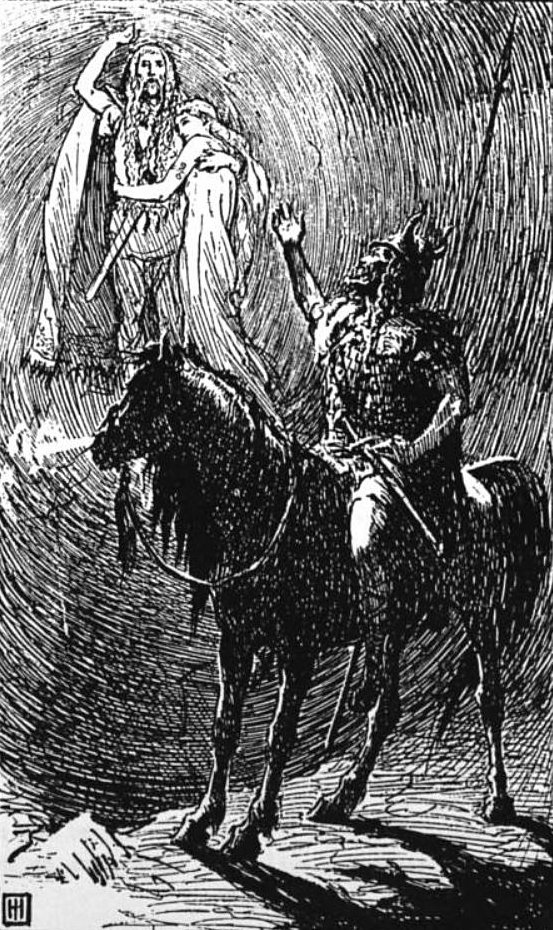
Бальдр и Нанна